# 좌수영로 (여수시)
좌수영로는 전라남도 여수시 서교동 서교동로터리와 주삼동 덕양 교차로를 잇는 여수시의 도로이다. 본래 전 구간이 국도 제17호선으로 지정되어 있었지만 엑스포대로가 개통되면서 국도 제17호선 지정에서 해제되었다. 다만 시점인 서교동로터리에서 둔덕삼거리까지 구간은 국도 제77호선으로 지정되어 있다. 여수 나들목부터 덕양 교차로까지 구간은 엑스포대로와 도로명이 겹친다.

## 주요 경유지

### 행정동기준
전라남도
- 여수시 (서강동 - 광림동·서강동 - 충무동 - 광림동·충무동 - 광림동 - 문수동·광림동 - 미평동 - 미평동·둔덕동 - 둔덕동 - 주삼동 - 여천동·주삼동 - 주삼동 - 소라면)

### 법정동기준
전라남도
- 여수시 (서교동 - 광무동·서교동 - 연등동 - 광무동·연등동 - 오림동·연등동 - 오림동 - 문수동·오림동 - 미평동 - 둔덕동·미평동 - 둔덕동 - 봉계동 - 여천동·봉계동 - 주삼동 - 해산동 - 소라면 덕양리)

## 노선
- 연한 파란색(■): 국도 제77호선 구간

| 이름                      | 접속 노선                                                          | 소재지 | 소재지              | 비고              |
| ------------------------- | ------------------------------------------------------------------ | ------ | ------------------- | ----------------- |
| 서교동로터리              | 국도 제77호선 (신월로) 남산로 중앙로 서교1길                       | 여수시 | 서강동              | 시점              |
| 한재사거리                | 진남로 한재로                                                      | 여수시 | 서:광림동 동:서강동 |                   |
| 여수시민회관              | 충무로                                                             | 여수시 | 서:광림동 동:서강동 |                   |
| 연등2교                   |                                                                    | 여수시 | 충무동              |                   |
| 연등3교                   |                                                                    | 여수시 | 서:광림동 동:충무동 |                   |
| 오림삼거리                | 충민로 연등1길 오림4길                                             | 여수시 | 광림동              |                   |
| 버스터미널앞 교차로       | 진남체육관길                                                       | 여수시 | 광림동              |                   |
| 문수삼거리                | 문수로                                                             | 여수시 | 광림동              |                   |
| 미평삼거리                | 미평로                                                             | 여수시 | 미평동              |                   |
| 미평역입구                | 둔덕2길                                                            | 여수시 | 미평동              |                   |
| 성심병원앞 교차로         | 둔덕5길                                                            | 여수시 | 둔덕동              |                   |
| 11호광장 교차로           | 만성로 쌍봉로                                                      | 여수시 | 둔덕동              |                   |
| 둔덕문입구삼거리          |                                                                    | 여수시 | 둔덕동              |                   |
| 둔덕삼거리                | 국도 제77호선 (상암로)                                             | 여수시 | 둔덕동              |                   |
| 석창사거리 (석창지하차도) | 시청로 여수산단로                                                  | 여수시 | 주삼동              |                   |
| 여천교                    |                                                                    | 여수시 | 주삼동              |                   |
| 주동사거리                | 주동로 주삼덕양로                                                  | 여수시 | 주삼동              |                   |
| 여수 나들목               | 국도 제17호선 (엑스포대로)                                         | 여수시 | 주삼동              | 엑스포대로와 중복 |
| 해산 나들목               | 무선로, 여수산단1로                                                | 여수시 | 주삼동              | 엑스포대로와 중복 |
| 소라교                    |                                                                    | 여수시 | 주삼동              | 엑스포대로와 중복 |
| 덕양 교차로               | 국도 제17호선 (엑스포대로) 국가지원지방도 제22호선 (덕양로) 여순로 | 여수시 | 주삼동              | 엑스포대로와 중복 |

## 주요 건물 및 시설
- 여수전남병원 (전라남도 여수시 좌수영로 49)
- 국민건강보험공단 여수지사 (전라남도 여수시 좌수영로 67)
- 여수시민회관 (전라남도 여수시 좌수영로 69)
- 광무파출소 (전라남도 여수시 좌수영로 150)
- 연등119안전센터 (전라남도 여수시 좌수영로 162)
- 여수종합버스터미널 (전라남도 여수시 좌수영로 268)
- 이마트 여수점 (전라남도 여수시 좌수영로 277)
- 여수미평초등학교 (전라남도 여수시 좌수영로 390)
- 한국전력공사 여수지사 (전라남도 여수시 좌수영로 416)
- 동양교통, 오동운수 (전라남도 여수시 좌수영로 422)
- 미평파출소 (전라남도 여수시 좌수영로 431)
- 둔덕정수장 (전라남도 여수시 좌수영로 493-10)
- 둔덕동주민센터 (전라남도 여수시 좌수영로 509)
- 여수여객 (전라남도 여수시 좌수영로 531)
- 여수세무서 (전라남도 여수시 좌수영로 948-5)